# Кондрин, Фёдор Васильевич
Фёдор Васильевич Кондрин — советский хозяйственный, государственный и политический деятель.

## Биография
Родился в 1930 году. Член КПСС.
- На 1970 г. — второй секретарь Новгородского горкома КПСС[2].
- В 1974—1977 г. — первый секретарь Новгородского горкома КПСС[1].
- В 1977—1988 гг. — секретарь Новгородского обкома КПСС[1].

Делегат XXV съезда КПСС.
Лауреат премии Совета Министров СССР.
Умер в 2018 году.